# Céline Emilian
Céline Emilian, épouse Marcovici, née Fernande Céline Sévastos à Paris 5e le 14 mai 1895 et morte à Bucarest le 22 juin 1983, est une sculptrice française d'origine roumaine.
Elle expose sous le nom de famille de sa mère Cornélia Emilian.

## Biographie
Céline Emilian grandit à Bucarest, en Roumanie, où elle commence à prendre des cours à l'Académie des Beaux-arts de Bucarest de 1917 à 1919. Elle vient à Paris pour compléter sa formation artistique en 1920 et s'inscrit à l'Académie de la Grande Chaumière à Montparnasse où elle a comme professeur Antoine Bourdelle, membre de sa famille par alliance puisque le sculpteur épouse Cléopâtre Sévastos en 1911. De 1920 à 1924, elle travaille aussi dans l'atelier du sculpteur impasse du Maine, et contribue à l'agrandissement d'un relief du Monument aux mineurs de Montceau-les-Mines, ainsi qu'à la restauration de la Basilique Saint-Remi de Reims.
Dans l'entre-deux-guerres elle se spécialise dans les portraits mondains et devient célèbre en Roumanie où elle expose dès 1929, à Bucarest, puis à Londres en 1939 où la Tate Gallery acquiert une de ses œuvres.
Elle expose au Salon des Tuileries de 1923 à 1927. Au Salon de la Société nationale des beaux-arts de 1930 elle expose un Buste de Bourdelle réalisé en 1929.
Elle exécute deux reliefs pour le pavillon roumain à l'Exposition universelle de 1937 à Paris.
Quarante-quatre de ses sculptures sont conservées à Bucarest au musée national d'Art de Roumanie, à la suite d'un don en 1983, et le buste du musicien Alfred Cortot de 1929 est conservé à l’École normale de musique de Paris. Des éléments de correspondance entre Céline Émilian et Antoine Bourdelle sont conservés au musée Bourdelle à Paris et à la bibliothèque de l'Institut national d'histoire de l'art, collections Jacques Doucet, à Paris.